# Tupou
Il Casato di Tupou è la casa reale che regna sulle isole Tonga, al trono dal 4 novembre 1875, in seguito all'emanazione della costituzione.
Il fondatore del casato fu George Tupou I, primo re di Tonga, e il suo attuale capo è Tupou VI, sovrano dal 2012.

## Storia

### Antefatto
Il casato di Tupou discende dalla tre dinastie che regnarono sull'Impero Tu'i Tonga, predecessore dell'attuale regno di Tonga. La prima di questa fu la stirpe dei Tu'i Tonga (950-1865), che cedette verso la seconda metà del XV secolo la propria autorità alla dinastia Tu'i Ha'atakalau (1470-1600). La terza e ultima stirpe fu quella dei Tu'i Kanokupolu (1610-1875). Il fondatore del casato, Tāufa'āhau (1797-1893), era figlio di Tupouto'a', capo di Ha'apai, il quale aspirava a diventare capo dell'Impero come 17° Tu'i Kanokupolu.

### L'ascesa di George Tupou I
Alla morte del padre nel 1820, Tāufa'āhau, in quanto suo erede, iniziò ad aspirare al potere. Il suo ostacolo principale in questo desiderio fu Laufilitonga (1797-1865), ultimo esponente della dinastia Tu'i Tonga. Iniziò così una guerra civile tra Tāufa'āhau e Laufilitonga (iniziata con la battaglia di Velata del 1826), vinta da Tāufa'āhau e a seguito della quale Laufilitonga venne esiliato dalle isole dell'Impero, nel 1827. Il 7 luglio 1831 Tāufa'āhau venne battezzato da alcuni missionari cristiani e adottò il nome di George (Siaosi in tongano) I di Tonga, in riferimento al re George III del Regno Unito, iniziando già a ritenersi detentore del trono tongano. 
Le lotte civili e l'acquisizione dei territori da parte di George I continuarono, durando fino al 1852, anno in cui il capo di Pea (ultimo tra i capi ad essere rimasto indipendente) gli concesse i propri possedimenti. Già dal 1845 però, iniziò a dichiararsi sovrano di Tonga e venne incoronato, trasformando Nuku'alofa in capitale e unendo al suo nome il cognome di Tupou.

### Nascita del regno di Tonga
La sua nomina ufficiale di re arrivò il 4 novembre 1875, quando promulgò la costituzione del Paese. Per cui, dopo tutte le guerre civili e le prese di potere, il 1875 è indicato come l'anno di nascita ufficiale del regno di Tonga e, quindi, della dinastia dei Tupou.